# Władysław Jędrzejewski (boxe anglaise)
Władysław Jędrzejewski est un boxeur polonais né le 23 avril 1935 à Zawiercie et mort le 11 novembre 2012 à Cracovie.

## Carrière
Sa carrière amateur est principalement marquée par une médaille de bronze remportée aux championnats d'Europe de 1959 dans la catégorie des poids lourds.

## Palmarès

### Championnats d'Europe
- Médaille de bronze en +81 kg en 1959 à Lucerne, Suisse